# 高杰 (明朝)
高杰（？—1645年），字英吾，陕西米脂人，明末军事人物。原是闖王李自成的部將，後降明，封興平伯，與黃得功、劉澤清、劉良佐合稱南明四鎮。後遭降清的睢州總兵許定國誘殺。

## 生平
原是闖王李自成的部將，一說其部曾殺明總兵許定國一家，但可能僅僅是明末清初文人的揣測（后來許派二子降清、其妻邢氏上書清廷乞還老家，說明許全家被殺之事不可信）。崇祯七年（1634年）十月，李自成派高杰向贺人龙佯降。崇祯八年（1635年）高杰带着李自成妻邢氏投降了贺人龙，被授予游击之职，累功升任总兵。崇祯十七年正月初，李自成出兵潼关，高杰部兵败，南下徐州。後投靠凤阳总督马士英，屯驻徐州。四月下旬，离開徐州。
弘光帝政权成立时，高杰在南明江北四鎮中兵力最強，最受史可法器重。但高杰性氣乖張，難以節制，抢掠焚杀，素為江南士紳不喜，他們指责高杰的军队“杀人则积尸盈野，淫污则辱及幼女”。人稱“番山鹞子”。但他有樸直憨厚之處，能向史可法盡心效力，敢拒清肅親王豪格“大者王，小者侯，世世茅土”的誘降。後駐兵泗州，負責開封、歸德（今河南商丘）一路招討，冒大雪，沿黃河築牆。
明弘光元年（清顺治二年，1645年）清兵下河南府，高杰約睢州（今睢县）總兵許定國，互相聯絡。然此時許定國早已暗降清廷，並送二子许尔安、许尔吉渡河為人質。十二日，许定国在睢州兵部尚書袁可立府第大摆筵席，为高杰、越其、陈潜夫、参政袁枢等接风洗尘。越其杰疑有詐，高杰卻不以為意。正月十二日，高杰率三百名亲兵至營中，十三日夜许定国在設宴召妓，把高杰灌醉，一刀砍下頭顱，持首級北渡黄河，向清將豪格報功。史可法聞讯大哭说：“中原不可复为矣！”史可法立高杰之子高元照为兴平世子，高杰遗孀邢氏以子年幼，想让史可法收元照为義子，史可法以其為流賊出身而拒之，遂命元照拜太监高起潜为義父。